# Intercessione della Madonna e di san Francesco d'Assisi preservano il mondo dall'ira divina
L'Intercessione della Madonna e di san Francesco ferma l'ira di Cristo sul mondo è un dipinto del pittore fiammingo Peter Paul Rubens e bottega realizzato circa nel 1614 e conservato nel Museo reale delle belle arti del Belgio a Bruxelles.
È collegato alla sua opera simile Santi che preservano il mondo dall'ira di Cristo (Lione).